# Боронявська сільська рада
| Боронявська сільська рада — колишній орган місцевого самоврядування у Хустському районі Закарпатської області з адміністративним центром у с. Боронява. Сільській раді були підпорядковані населені пункти: - с. Боронява |

## Склад ради
Рада складалася з 23 депутатів та голови.

## Керівний склад сільської ради
| ПІБ                         | Основні відомості                                                 | Дата обрання | Дата звільнення |
| --------------------------- | ----------------------------------------------------------------- | ------------ | --------------- |
| Король Володимир Васильович | Сільський голова, 1970 року народження, освіта, безпартійний      | 26.03.2006   | 31.10.2010      |
| Катринець Іван Павлович     | Сільський голова, 1967 року народження, освіта вища, безпартійний | 31.10.2010   |                 |

Примітка: таблиця складена за даними джерела